# Ptychadena retropunctata
Ptychadena retropunctata é uma espécie de anfíbio da família Ranidae.
Pode ser encontrada nos seguintes países: Guiné, Libéria, Serra Leoa e possivelmente em Costa do Marfim.
Os seus habitats naturais são: savanas húmidas, campos de gramíneas de baixa altitude subtropicais ou tropicais sazonalmente húmidos ou inundados, campos de altitude subtropicais ou tropicais e marismas intermitentes de água doce.
Está ameaçada por perda de habitat.